# Open Sud de France
Open Sud de France, раніше Grand Prix de Tennis de Lyon — міжнародний щорічний чоловічий професійний тенісний турнір. Заснований 1987 року, відбувався у жовтні в Palais des Sports de Gerland у Ліоні до 2009 року. 2010 року турнір перенесено до Montpellier Arena в Монпельє. Турнір 2011 року не відбувся у звязку з перенесенням турніру на січень починаючи з 2012 року. Турнір проводиться на закритих кортах з твердим покриттям і є частиною серії Туру ATP 250 організованого ATP, одним з чотирьох турнірів цієї серії у Франції, поруч з Open 13, Moselle Open і WTA Lyon Open..

## Усі фінали

### Одиночний розряд
| Місце    | Рік  | Чемпіон                                        | Фіналіст                                       | Рахунок                                        |
| -------- | ---- | ---------------------------------------------- | ---------------------------------------------- | ---------------------------------------------- |
| Ліон     | 1987 | Яннік Ноа                                      | Йоакім Нюстром                                 | 6–4, 7–5                                       |
| Ліон     | 1988 | Яхія Думбіа                                    | Тодд Нелсон                                    | 6–4, 3–6, 6–3                                  |
| Ліон     | 1989 | Джон Макінрой                                  | Якоб Гласек                                    | 6–3, 7–6                                       |
| Ліон     | 1990 | Марк Россе                                     | Матс Віландер                                  | 6–3, 6–2                                       |
| Ліон     | 1991 | Піт Сампрас                                    | Олів'є Делетр                                  | 6–1, 6–1                                       |
| Ліон     | 1992 | Піт Сампрас (2)                                | Седрік Пйолін                                  | 6–4, 6–2                                       |
| Ліон     | 1993 | Піт Сампрас (3)                                | Седрік Пйолін                                  | 7–6(7–5), 1–6, 7–5                             |
| Ліон     | 1994 | Марк Россе (2)                                 | Джим Кур'є                                     | 6–4, 7–6(7–2)                                  |
| Ліон     | 1995 | Вейн Феррейра                                  | Піт Сампрас                                    | 7–6(7–2), 5–7, 6–3                             |
| Ліон     | 1996 | Євген Кафельников                              | Арно Боеч                                      | 7–5, 6–3                                       |
| Ліон     | 1997 | Фабріс Санторо                                 | Томмі Гаас                                     | 6–4, 6–4                                       |
| Ліон     | 1998 | Алекс Корретха                                 | Томмі Гаас                                     | 2–6, 7–6(8–6), 6–1                             |
| Ліон     | 1999 | Ніколас Лапентті                               | Ллейтон Г'юїтт                                 | 6–3, 6–2                                       |
| Ліон     | 2000 | Арно Клеман                                    | Патрік Рафтер                                  | 7–6(7–2), 7–6(7–5)                             |
| Ліон     | 2001 | Іван Любичич                                   | Юнес Ель-Айнауї                                | 6–3, 6–2                                       |
| Ліон     | 2002 | Поль-Анрі Матьє                                | Густаво Куертен                                | 4–6, 6–3, 6–1                                  |
| Ліон     | 2003 | Райнер Шуттлер                                 | Арно Клеман                                    | 7–5, 6–3                                       |
| Ліон     | 2004 | Робін Содерлінг                                | Ксав'є Малісс                                  | 6–2, 3–6, 6–4                                  |
| Ліон     | 2005 | Енді Роддік                                    | Гаель Монфіс                                   | 6–3, 6–2                                       |
| Ліон     | 2006 | Рішар Гаске                                    | Марк Жікель                                    | 6–3, 6–1                                       |
| Ліон     | 2007 | Себастьян Грожан                               | Марк Жікель                                    | 7–6(7–5), 6–4                                  |
| Ліон     | 2008 | Робін Содерлінг (2)                            | Жульєн Беннето                                 | 6–3, 6–7(5–7), 6–1                             |
| Ліон     | 2009 | Іван Любичич (2)                               | Мікаель Льодра                                 | 7–5, 6–3                                       |
| Монпельє | 2010 | Гаель Монфіс                                   | Іван Любичич                                   | 6–2, 5–7, 6–1                                  |
| Монпельє | 2011 | Не проводився (перенесення з жовтня на січень) | Не проводився (перенесення з жовтня на січень) | Не проводився (перенесення з жовтня на січень) |
| Монпельє | 2012 | Томаш Бердих                                   | Гаель Монфіс                                   | 6–2, 4–6, 6–3                                  |
| Монпельє | 2013 | Рішар Гаске (2)                                | Бенуа Пер                                      | 6–2, 6–3                                       |
| Монпельє | 2014 | Гаель Монфіс (2)                               | Рішар Гаске                                    | 6–4, 6–4                                       |
| Монпельє | 2015 | Рішар Гаске (3)                                | Єжи Янович                                     | 3–0, ret.                                      |
| Монпельє | 2016 | Рішар Гаске (4)                                | Поль-Анрі Матьє                                | 7–5, 6–4                                       |
| Монпельє | 2017 | Александр Зверєв                               | Рішар Гаске                                    | 7–6(7–4), 6–3                                  |
| Монпельє | 2018 | Люка Пуй                                       | Рішар Гаске                                    | 7–6(7–4), 6–4                                  |
| Монпельє | 2019 | Жо-Вілфрід Тсонга                              | П'єр-Юг Ербер                                  | 6–4, 6–2                                       |
| Монпельє | 2020 | Гаель Монфіс (3)                               | Вашек Поспішил                                 | 7–5, 6–3                                       |
| Монпельє | 2021 | Давід Ґоффен                                   | Роберто Баутіста Аґут                          | 5–7, 6–4, 6–2                                  |
| Монпельє | 2022 | Олександр Бублик                               | Александр Зверєв                               | 6–4, 6–3                                       |
| Монпельє | 2023 | Яннік Сіннер                                   | Максім Крессі                                  | 7–6(7–3), 6–3                                  |
| Монпельє | 2024 | Олександр Бублик (2)                           | Борна Чорич                                    | 5–7, 6–2, 6–3                                  |
| Монпельє | 2025 | Фелікс Оже-Аліассім                            | Александар Ковачевич                           | 6–2, 6–7(7–9), 7–6(7–2)                        |

### Парний розряд
| Місце    | Рік  | Переможці                                      | Фіналісти                                      | Рахунок                                        |
| -------- | ---- | ---------------------------------------------- | ---------------------------------------------- | ---------------------------------------------- |
| Ліон     | 1987 | Гі Форже Яннік Ноа                             | Келлі Джонс Девід Пейт                         | 4–6, 6–3, 6–4                                  |
| Ліон     | 1988 | Бред Дрюетт Бродерік Дайк                      | Мікаель Мортенсен Блейн Вілленборг             | 3–6, 6–3, 6–4                                  |
| Ліон     | 1989 | Ерік Єлен Мікаель Мортенсен                    | Якоб Гласек Джон Макінрой                      | 6–2, 3–6, 6–3                                  |
| Ліон     | 1990 | Патрік Гелбрайт Келлі Джонс                    | Джим Грабб Девід Пейт                          | 7–6, 6–4                                       |
| Ліон     | 1991 | Том Нейссен Цирил Сук                          | Стів Девріє Девід Макферсон                    | 7–6, 6–3                                       |
| Ліон     | 1992 | Якоб Гласек Марк Россе                         | Ніл Брод Стефан Крюґер                         | 6–1, 6–3                                       |
| Ліон     | 1993 | Гері Мюллер Дані Віссер                        | Джон-Лаффньє де Ягер Стефан Крюґер             | 6–3, 7–6                                       |
| Ліон     | 1994 | Якоб Гласек (2) Євген Кафельников              | Мартін Дамм Патрік Рафтер                      | 6–7, 7–6, 7–6                                  |
| Ліон     | 1995 | Якоб Гласек (3) Євген Кафельников (2)          | Джон-Лаффньє де Ягер Вейн Феррейра             | 6–3, 6–3                                       |
| Ліон     | 1996 | Джим Грабб Річі Ренеберг                       | Ніл Брод Піт Норвал                            | 6–2, 6–1                                       |
| Ліон     | 1997 | Елліс Феррейра Патрік Гелбрайт                 | Олів'є Делетр Фабріс Санторо                   | 3–6, 6–2, 6–4                                  |
| Ліон     | 1998 | Олів'є Делетр Фабріс Санторо                   | Томас Карбонелл Франсіско Ройг                 | 6–2, 6–2                                       |
| Ліон     | 1999 | Піт Норвал Кевін Ульєтт                        | Вейн Феррейра Сендон Столл                     | 4–6, 7–6(7–5), 7–6(7–4)                        |
| Ліон     | 2000 | Паул Гаргейс Сендон Столл                      | Іван Любичич Джек Вейт                         | 6–1, 6–7(2–7), 7–6(9–7)                        |
| Ліон     | 2001 | Деніел Нестор Ненад Зімоньїч                   | Арно Клеман Себастьян Грожан                   | 6–1, 6–2                                       |
| Ліон     | 2002 | Вейн Блек Кевін Ульєтт (2)                     | Марк Ноулз (тенісист) Деніел Нестор            | 6–4, 3–6, 7–6(7–3)                             |
| Ліон     | 2003 | Джонатан Ерліх Енді Рам                        | Жульєн Беннето Ніколя Маю                      | 6–1, 6–3                                       |
| Ліон     | 2004 | Джонатан Ерліх (2) Енді Рам (2)                | Йонас Бйоркман Радек Штепанек                  | 7–6(7–2), 6–2                                  |
| Ліон     | 2005 | Мікаель Льодра Фабріс Санторо (2)              | Джефф Кутзе Рогір Вассен                       | 6–3, 6–1                                       |
| Ліон     | 2006 | Жульєн Беннето Арно Клеман                     | Франтішек Чермак Ярослав Левинський            | 6–2, 6–7(3–7), [10–7]                          |
| Ліон     | 2007 | Себастьян Грожан Жо-Вілфрід Тсонга             | Лукаш Кубот Ловро Зовко                        | 6–4, 6–3                                       |
| Ліон     | 2008 | Мікаель Льодра (2) Енді Рам (3)                | Стівен Гасс Росс Гатчінс                       | 6–3, 5–7, [10–8]                               |
| Ліон     | 2009 | Жульєн Беннето (2) Ніколя Маю                  | Арно Клеман Себастьян Грожан                   | 6–4, 7–6(8–6)                                  |
| Монпельє | 2010 | Стівен Гасс Росс Гатчінс                       | Марк Лопес Таррес Едуардо Шванк                | 6–2, 4–6, [10–7]                               |
| Монпельє | 2011 | Не проводився (перенесення з жовтня на січень) | Не проводився (перенесення з жовтня на січень) | Не проводився (перенесення з жовтня на січень) |
| Монпельє | 2012 | Ніколя Маю (2) Едуар Роже-Васслен              | Пол Генлі Джеймі Маррей                        | 6–4, 7–6(7–4)                                  |
| Монпельє | 2013 | Марк Жікель Мікаель Льодра (3)                 | Юган Брунстрем Равен Класен                    | 6–3, 3–6, [11-9]                               |
| Монпельє | 2014 | Микола Давиденко Денис Істомін                 | Марк Жікель Ніколя Маю                         | 6–4, 1–6, [10–7]                               |
| Монпельє | 2015 | Маркус Даніелл Артем Сітак                     | Домінік Інглот Флорін Мерджа                   | 3–6, 6–4, [16–14]                              |
| Монпельє | 2016 | Мате Павич Майкл Вінус                         | Александр Зверєв Міша Зверєв                   | 7–5, 7–6(7–4)                                  |
| Монпельє | 2017 | Александр Зверєв Міша Зверєв                   | Фабріс Мартен Деніел Нестор                    | 6–4, 6–7(7–3), [10–7]                          |
| Монпельє | 2018 | Кен Скупскі Ніл Скупскі                        | Бен Маклахлан Юго Нис                          | 7–6(7–2), 6–4                                  |
| Монпельє | 2019 | Іван Додіг Едуар Роже-Васслен (2)              | Бенжамен Бонзі Антуан Оан                      | 6–4, 6–3                                       |
| Монпельє | 2020 | Нікола Чачиц Мате Павич (2)                    | Домінік Інглот Айсам-уль-Хак Куреші            | 6–4, 6–7(4–7), [10–4]                          |
| Монпельє | 2021 | Генрі Контінен Едуар Роже-Васслен (3)          | Джонатан Ерліх Андрій Василевський             | 6–2, 7–5                                       |
| Монпельє | 2022 | П'єр-Юг Ербер Ніколя Маю (3)                   | Ллойд Ґласспул Гаррі Геліоваара                | 4–6, 7–6(7–3), [12–10]                         |
| Монпельє | 2023 | Робін Гаасе Матве Мідделкоп                    | Максім Крессі Альбано Оліветті                 | 7–6(7–4), 4–6, [10–6]                          |
| Монпельє | 2024 | Садіо Думбія Фаб'єн Ребуль                     | Альбано Оліветті Зам Вайсборн                  | 6–7(5–7), 6–4, [10–6]                          |
| Монпельє | 2025 | Робін Гаасе Ботік ван де Зандсгулп             | Таллон Ґрікспор Барт Стевенс                   | 6–7(7–9), 6–3, [10–5]                          |